# Saxnot
Saxnot, Saxnōt, Saxnote, Saxnoot of Seaxneat (zwaard-genoot) is een Germaanse god van het volk der Saksen.
Deze god is de stamgod van de Saksen. Hij wordt vaak vergeleken met de Germaanse god Tiwaz, de god van de oorlog.
Hij werd door de Saksische volkeren in het Noordwest-Europese vasteland en ook in het door de Saksen veroverde deel van Engeland aanbeden. In het Engelse graafschap Essex werd Seaxneat gezien als de voorvader van de Oost-Saksen.
Saxnot komt als derde god voor op de 8e-eeuwse Oudsaksische doopgelofte, ook wel bekend als de "Utrechtse doopgelofte".